# پرالادا مولت
پرالادا مولت (به اسپانیایی: Mollet de Peralada) یک منطقهٔ مسکونی در اسپانیا است که در آلت امپوردا واقع شده‌است. پرالادا مولت ۶٫۰ کیلومتر مربع مساحت دارد.